# Distrito de Curahuasi
El distrito peruano de Curahuasi es uno de los nueve distritos que conforman la provincia de Abancay ubicada en el departamento de Apurímac, bajo la administración del Gobierno regional de Apurímac, en el sudeste del Perú.
Su capital la ciudad de Curahuasi está ubicada a 2684 m s. n. m.

## Historia
El 23 de agosto de 1838 se crea la provincia de Abancay por decreto emitido en el Palacio Protectoral del Cusco siendo presidente Andrés de Santa Cruz, figurando Curahuasi entre sus doctrinas, El 3 de mayo de 1855 se crea la capital del distrito de Curahuasi por Ley 12301, dándole la figura de pueblo. Dos años después, el 2 de enero de 1857, el distrito de Curahuasi queda establecido con una superficie de 817,98 km².

## Autoridades

### Municipales
- 2023 - 2026[1]
  - Alcalde: Gorky León Ojeda,
  - Regidores:

  1. Nancy Salas Miranda
  2. Ciprian Olivera Cuellar
  3. Maria A. Gonzales Ovalle
  4. Eloy A. Huaman Perez
  5. Leonidas Asto Huaman

Alcaldes anteriores
- 2019-2022: Néstor Raúl Jara Pacheco.
- 2015-2018: Danilo Valenza Calvo.
- 2011-2014:[2] Guillermo Vergara Abarca,
- 2007-2010: Danilo Valenza Calvo.

## Turismo

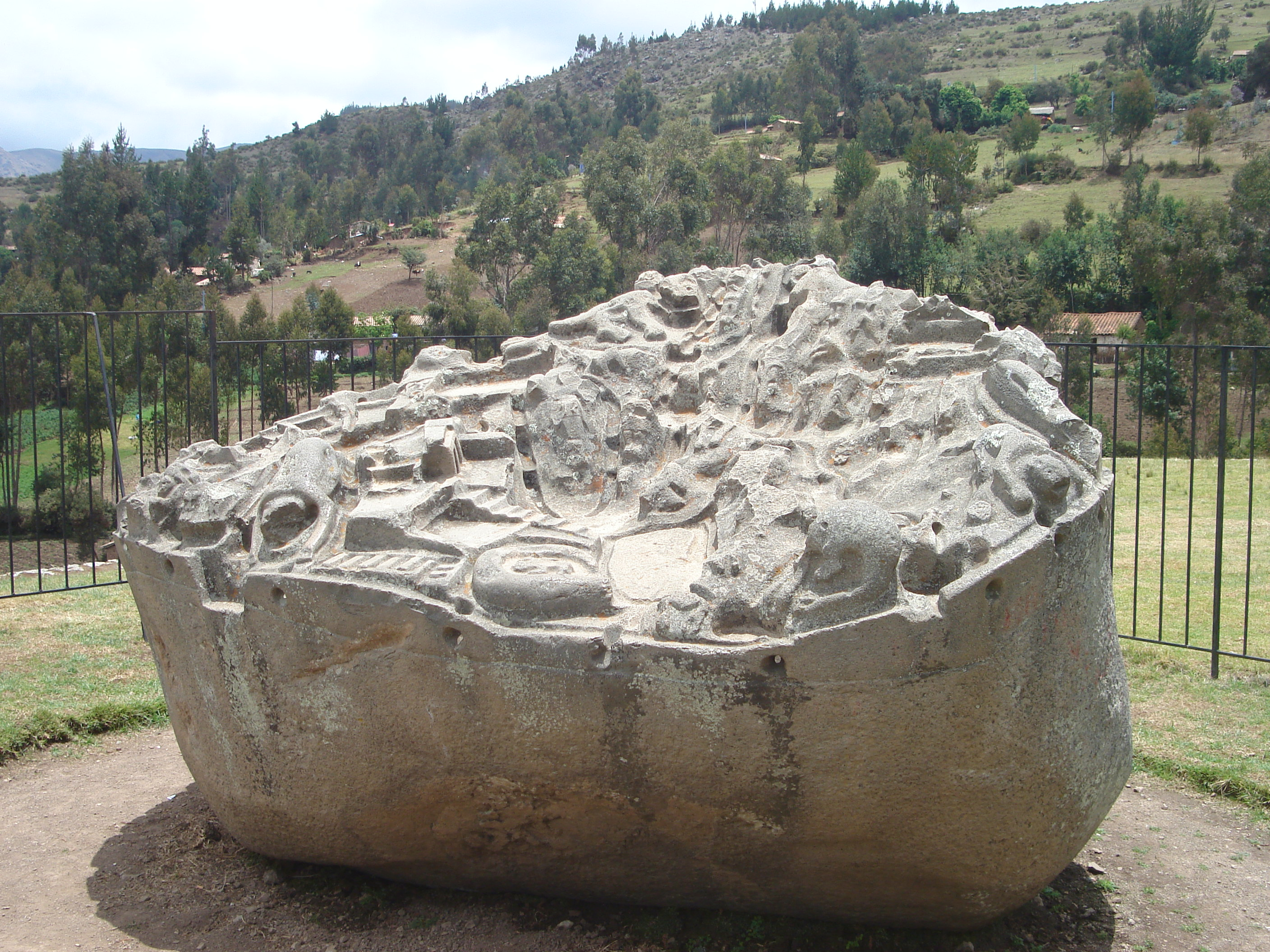
Piedra de Saywite

- Saywite, espectacular maqueta en un monolito de 2,3 metros de altura y 11 metros de circunferencia,[3] donde está representada costa, sierra y selva. Se trata de 203 figuras como loros, pumas, llamas, osos, peces, crustáceos, reptiles, aves y monos, además de escaleras, templos, canales de agua, sembrios, túneles, andenes, murallas, etc

- Templo al agua de Rumiwasi se trata de una construcción de piedra de 9 niveles con rampas, escaleras y altares. También hay una plaza dominada por un imponete ushnu (plataforma ceremonial) con un nicho en su pared frontal.[4]

- Baños termales de Cconoc ubicados al lado del río Apurímac. Se encuentra al este del pueblo de Curahuasi.[5]

- El cañón del Apurímac, camino al norte, exactamente hacia el cerro Tumirumi en donde están ubicados los miradores, San Cristóbal y el mirador Capitán Rumi, este último se trata de una gigantesca piedra natural que está justo al filo de un impresionante y profundo cañón, "El cañón del Apurímac".

## Festividades
La fiesta del aniversario del distrito se realiza celebrándose con mucho fervor religioso, tradición y arraigo popular la festividad patronal de Curahuasi cada 25 de noviembre el día de Santa Catalina de Alejandría.En esta fecha se realizan actividades deportivas, feria agropecuaria, desfile cívico escolar, y lo más tradicional es la pelea de gallos a navaja que desde hace ya muchos años se ha convertido en un deporte casi nacional, puesto que para competir en esta actividad vienen a Curahuasi galleros de diversos puntos del país.
Otras fechas importantes de Curahuasi son las fiestas patrias el 28 de julio de cada año, así como el 8 de diciembre otra fiesta religiosa de mucho arraigo que se celebra en Lucmos. En estas fechas confluyen muchos curahuasinos que residen en otros lugares del Perú.La fiesta de la Virgen Inmaculada Concepción el año 2016 estuvo a cargo del diplomático y escritor Juan Díaz Ligarda, quien realizó una fiesta sin parangón hasta el momento.

## Lugares de interés
- Baños Termales de Cconoc[7]
- Bosque de Ccollpa[8]
- Cañón del Apurímac[9]
- Conjunto arqueológico de Saywite[10]
- Laguna de Ccocha[11]
- Mirador Capitán Rumi[12]
- Mirador San Cristóbal[13]
- Río Apurímac[14]
- Templo Santa Catalina de Curahuasi[15]

## Clima
| Parámetros climáticos promedio de Curahuasi | Parámetros climáticos promedio de Curahuasi | Parámetros climáticos promedio de Curahuasi | Parámetros climáticos promedio de Curahuasi | Parámetros climáticos promedio de Curahuasi | Parámetros climáticos promedio de Curahuasi | Parámetros climáticos promedio de Curahuasi | Parámetros climáticos promedio de Curahuasi | Parámetros climáticos promedio de Curahuasi | Parámetros climáticos promedio de Curahuasi | Parámetros climáticos promedio de Curahuasi | Parámetros climáticos promedio de Curahuasi | Parámetros climáticos promedio de Curahuasi | Parámetros climáticos promedio de Curahuasi |
| Mes                                         | Ene.                                        | Feb.                                        | Mar.                                        | Abr.                                        | May.                                        | Jun.                                        | Jul.                                        | Ago.                                        | Sep.                                        | Oct.                                        | Nov.                                        | Dic.                                        | Anual                                       |
| ------------------------------------------- | ------------------------------------------- | ------------------------------------------- | ------------------------------------------- | ------------------------------------------- | ------------------------------------------- | ------------------------------------------- | ------------------------------------------- | ------------------------------------------- | ------------------------------------------- | ------------------------------------------- | ------------------------------------------- | ------------------------------------------- | ------------------------------------------- |
| Temp. máx. media (°C)                       | 22.6                                        | 22.4                                        | 22.4                                        | 23.2                                        | 22.8                                        | 22.1                                        | 22.2                                        | 23.1                                        | 23                                          | 25.4                                        | 24.6                                        | 22.9                                        | 23.1                                        |
| Temp. media (°C)                            | 15.2                                        | 15.1                                        | 15.1                                        | 15.2                                        | 14.5                                        | 13.6                                        | 13.6                                        | 14.1                                        | 14.9                                        | 16.8                                        | 16.4                                        | 15.4                                        | 15                                          |
| Temp. mín. media (°C)                       | 7                                           | 7                                           | 6                                           | 5                                           | 2.5                                         | 1                                           | 0                                           | 2                                           | 4                                           | 5.5                                         | 6                                           | 7                                           | 4.4                                         |
| Fuente: climate-data.org                    |                                             |                                             |                                             |                                             |                                             |                                             |                                             |                                             |                                             |                                             |                                             |                                             |                                             |